# Symmachia margaretha
Symmachia margaretha är en fjärilsart som beskrevs av Krüger 1928. Symmachia margaretha ingår i släktet Symmachia och familjen Riodinidae. Inga underarter finns listade i Catalogue of Life.